# 海灣市場
海灣市場（英語：Bayside Marketplace），美國佛羅里達州邁亞密市中心的一個商場。2024年1月1日星期一的晚上，一個身高10尺的生物出現在此處，曾一度盛傳為外星人，超過60輛警車被派送到現場。

## 外部連結

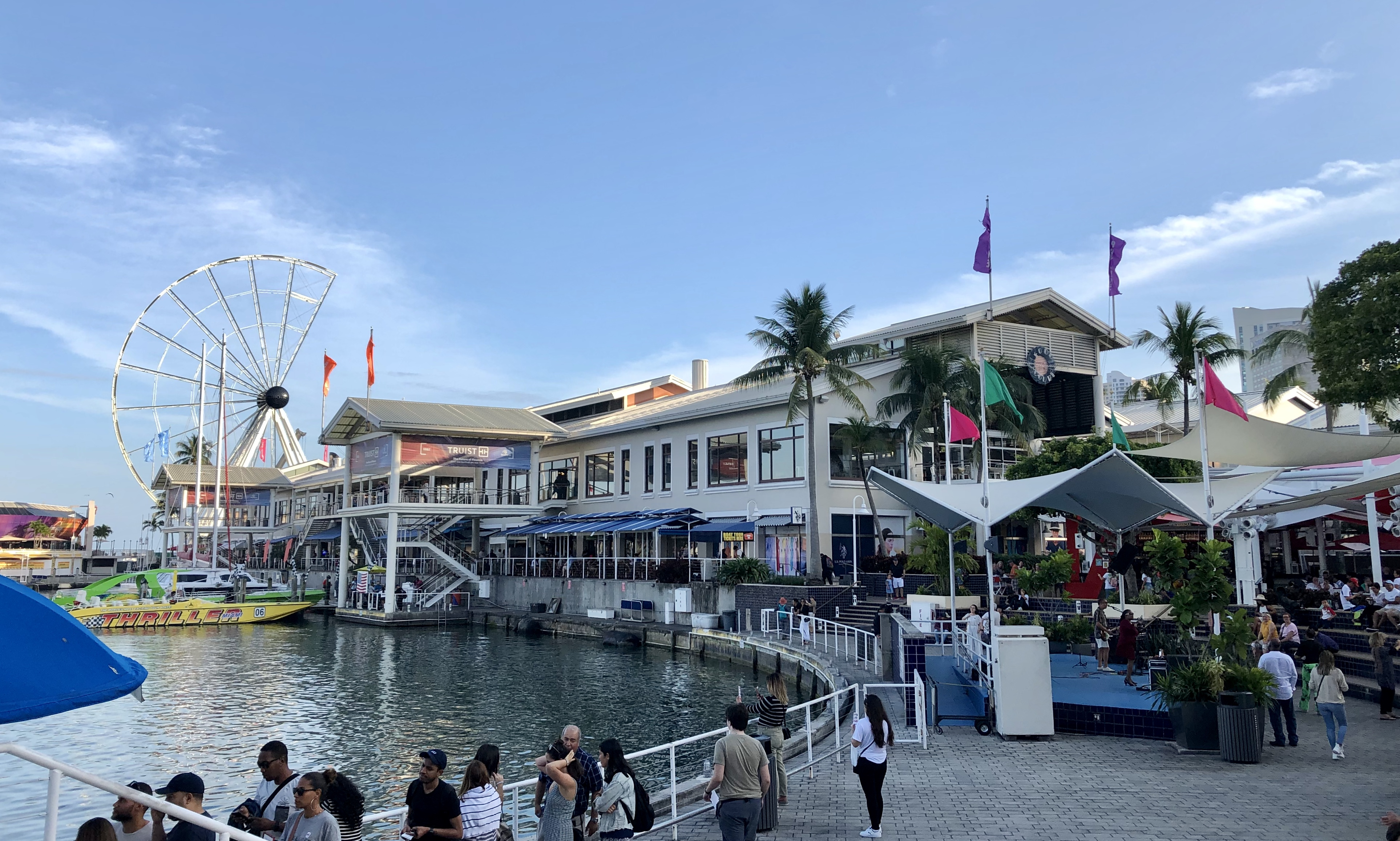

- Bayside Marketplace Official Website （页面存档备份，存于）
- Bayside Marketplace Instagram
- Bayside Marketplace Facebook Page （页面存档备份，存于）